# Gescher ʿAd Halom (Aschdod)
Der Gescher ʿAd Halōm (גֶּשֶׁר עַד הֲלוֹם Gescher ʿAd Halōm, deutsch ‚Brücke bis hierher‘, arabisch جسر إسدود, DMG Ǧisr Isdūd, daher auch hebräisch גִ׳סְר אִסְדּוּד Dschisr Isdūd) ist der Architekturform und Bautechnik nach eine mamlukische Brücke des 13. Jahrhunderts. Am östlichen Stadtrand Aschdods gelegen quert die Brücke im Verlauf der historischen Heer- und Handelsstraße namens Via Maris den Nachal Lachisch. Sie ist eine von drei erhaltenen Bogenbrücken dieser Bauart in Israel und daher ein geschütztes Kulturdenkmal. Die Brücke liegt in ʿAd Halom viereinhalb Kilometer nördlich des Tel Aschdod, jene Wüstung, wo bis 1948 das arabische Dorf Isdud bestand, von dem ihr arabischer Name herrührt. Arabisch Isdud und hebräisch Aschdod sind in diesen beiden Sprachen die Exonyme für den einst hier bestehenden philistäischen Stadtstaat 𐤀𐤔𐤃𐤃 Ašdūd.

## Name
Der Name Gescher ʿAd Halom (hebräisch גֶּשֶׁר עַד הֲלוֹם ‚Brücke bis hierher‘) für die historische Brücke rührt vom weitesten Vordringen der ägyptischen Armee ins Herzland Israels im Krieg um dessen Unabhängigkeit. Am 29. Mai 1948 stieß die ägyptische Armee bis hierher (ʿAd Halom) an die Brücke vor, und nicht weiter, da israelisches Militär sie im weiteren Kriegsverlauf an dieser Stellung aufhielt.:65 Im Oktober des Jahres gelangen Israels Streitmacht Zahal Vorstöße anderwärts (Operation Joʾav, hebräisch מִבְצַע יוֹאָב Mivza Jōʾav; 15.–22. Oktober 1948), die die ägyptische Armee zum Rückzug brachten.
Später plante Israel im Zuge der Landesentwicklung bei der Brücke über den Nachal Lachisch eine Ortschaft anzulegen, für die der Regierungsausschuss für Ortsnamen (hebräisch וַעֲדַת הַשֵּׁמוֹת הַמֶּמְשַׁלְתִית Waʿadat haSchemōt haMemschaltīt) Vorschläge für ein Toponym erbeten hatte, das an den Krieg um Israels Unabhängigkeit erinnern möge. Den Vorschlag ʿAd Halom (עַד הֲלוֹם) lieferte der damalige Zahal-Generalstabschef Jiggaʾel Jadin, wozu er erklärte, „weil die Ägypter bis hierher bei ihrer Invasion vorstießen und hier unsere Schläge abbekamen“. Den Namen beschloss der Regierungsausschuss am 31. August 1952 nach einiger Debatte, denn anfangs erhielt ʿAd Halom nur zwei gegen drei Stimmen für das kürzere Halom. Die am Ostrand Aschdods gelegene Ortslage, in der die Bogenbrücke liegt, führt seither den Namen ʿAd Halom, auch die historische Steinbogenbrücke, der Bahnhof Aschdod – ʿAd Halom, wie eine Anschlussstelle und ein Industriegebiet, welche letztere beide jedoch erst später entstanden.

## Lage

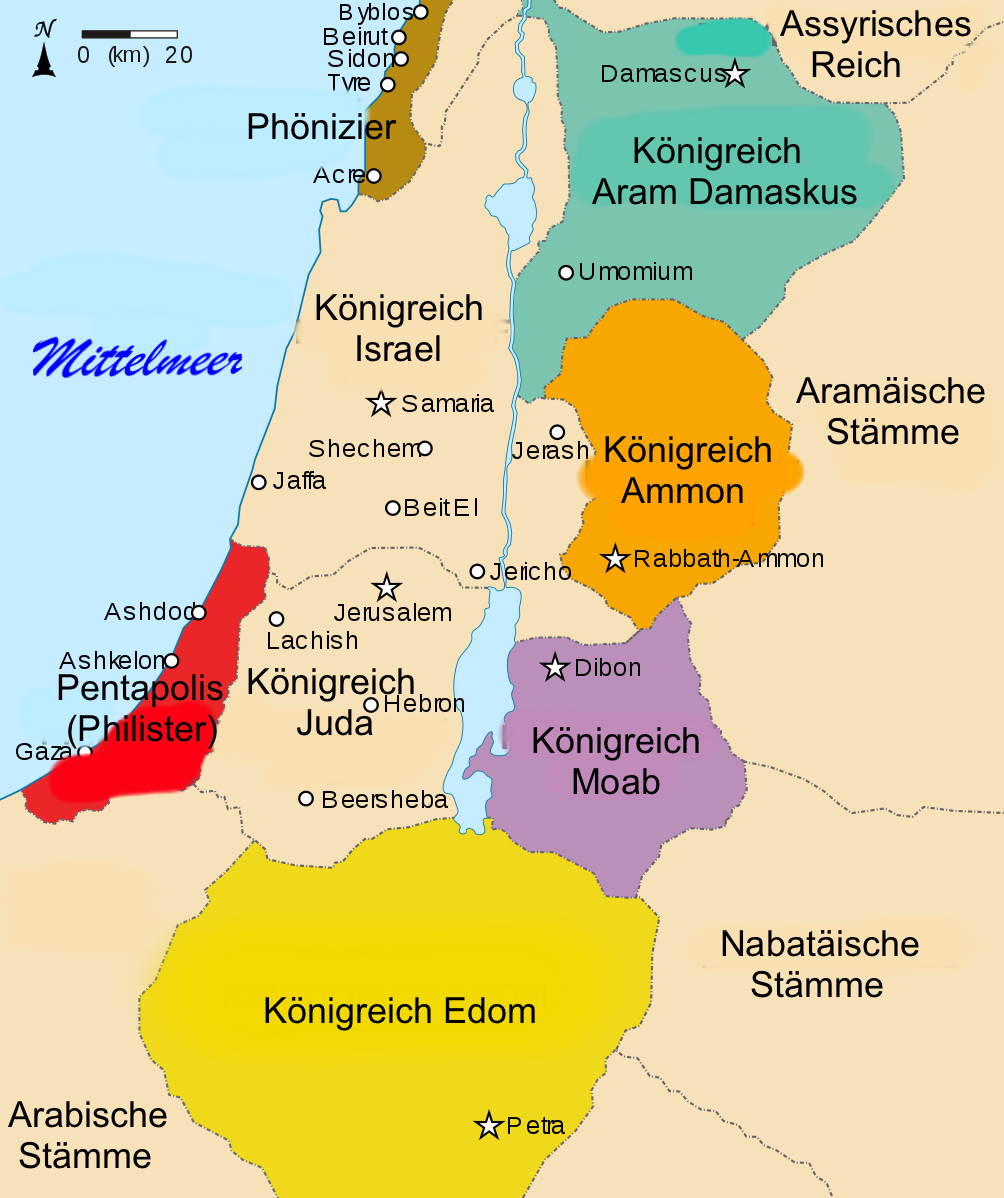
In Rot das Gebiet der einstigen philistäischen Pentapolis, das heute das israelische Tiefland Philistäas umreißt

Der Gescher ʿAd Halom über den Nachal Lachisch (hebräisch נַחַל לָכִישׁ, arabisch وادي صقرير, DMG Wādī Ṣuqrir, im Bereich der Brücke auch وادي [ابو] فاخرة, DMG Wādī [Abū] Fāḫira genannt) liegt in Aschdods gleichnamiger Ortslage am östlichen Rand der Stadt (⊙). Das Gebiet um die Brücke ist geographisch Teil Philistäas (hebräisch פְלֶשֶׁת Pleschet) bzw. des מִישׁוֹר פְלֶשֶׁת Mīschōr Pleschet, der israelischen Landschaft Tiefland Philistäas an der südlichen Mittelmeerküste Israels, wo einst die Philister lebten.
Das Tiefland Philistäas reicht vom Nachal Schiqma (hebräisch נַחַל שִׁקְמָה Wādī al-Ḥassī, arabisch وادي الحسي) im Süden bis zum Nachal Soreq im Norden. Im Westen begrenzt das Mittelmeer und im Osten die hügelige Schphelah den Mischor Pleschet, dessen maximale Breite im Süden etwa 27 Kilometer, im Norden etwa 20 Kilometer misst. Hervorstechendstes Merkmal des Mischor Pleschet ist der Dünenstreifen, darunter Wanderdünen wie HaDjunah haGdolah (hebräisch הַדְּיוּנָה הַגְּדוֹלָה ‚die Große Düne‘),:136 entlang der Küste, weiteres Charakteristikum sind die linear angeordneten bahndammförmigen Erhebungen, Kämme aus Kurkar (כּוּרְכָּר Kūrkar, arabisch كركار, DMG Kurkār; eine in Israels Küstenstreifen verbreitete Art kalkhaltigen Tuffs), deren Entstehung auf unterschiedliche geomorphologische Prozesse zurückzuführen ist. Die dammartigen Kämme durchbrechende Fließgewässer wie der Nachal Lachisch schaffen eine flache Landschaft östlich vor den durchstoßenen Kurkar-Kämmen. Viele kleine Bäche, wie etwa östlich Aschdods verwandeln die Kurkar-Kämme in lauter voneinander getrennte Hügel.
Die historische Brücke und einige Erinnerungsstätten und Denkmale sind eingebettet in den Park ʿAd Halom im Norden ʿAd Haloms, Ortslage Aschdods. Der Park endet an den in Nord-Süd-Richtung verlaufenden Sderot Moscheh Sneh, wichtige Durchgangsstraße am östlichen Stadtrand. Gleich südlich vom Park, jenseits der Anschlussstelle Mechlaf ʿAd Halom in den Kvisch 4 (כְּבִישׁ אַרְצִי רָאשִׁי 4 Kvīsch Arzī Roschī 4, deutsch ‚Haupt-Landesfernstraße ‘), die israelische Autobahn parallel zur Küste, breitet sich der Bahnhof Aschdod – ʿAd Halom aus.

## Bau

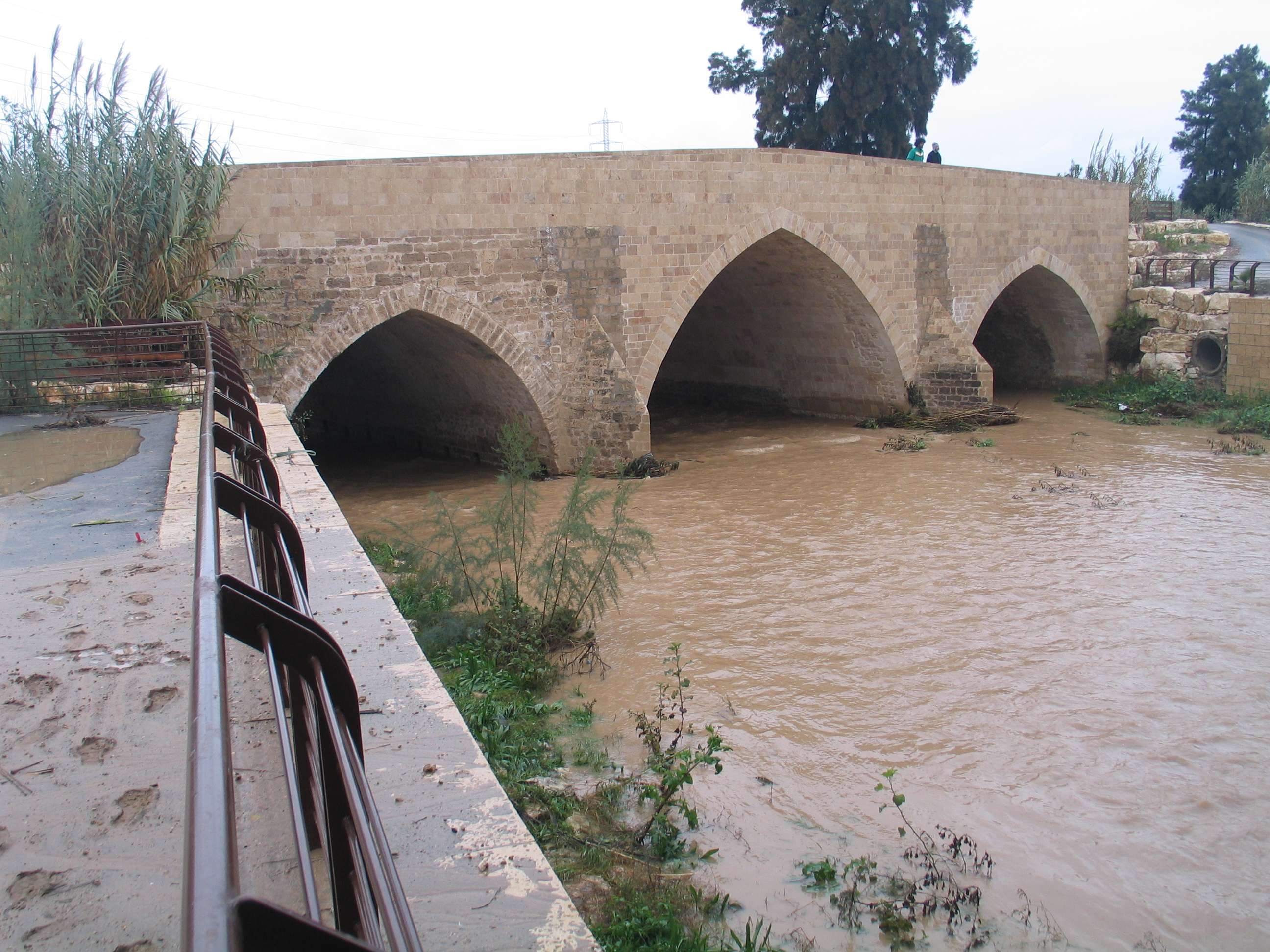
Gescher ʿAd Halom mit Treibgut an den Flutbrechern im Oberstrom, Januar 2012

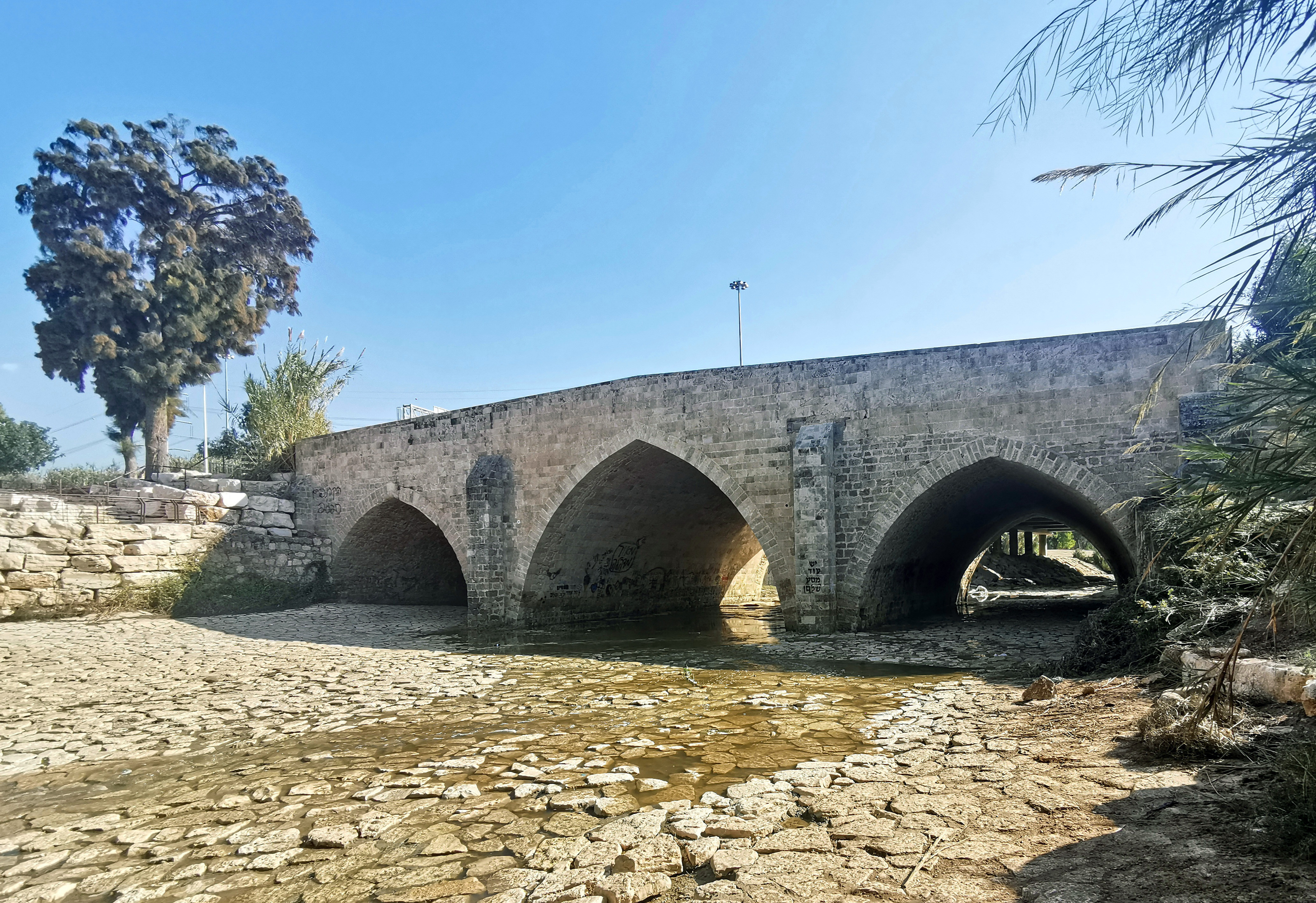
Altes und erneuertes Mauerwerk unterscheiden sich farblich an der Unterstromseite des Gescher ʿAd Halom im trockenen Flussbett, 2013

In Israel sind drei Bogenbrücken sehr ähnlicher Bauart aus Kurkar erhalten: der Dschisr Dschindas (arabisch جسر جنداس, DMG Ǧisr Ǧindās, hebräisch גִ׳סְר גִ׳ינְדָאס Dschisr Dschīndās, deutsch ‚Brücke Dschīndās‘, auch גֶּשֶׁר לֹד Gescher Lod, deutsch ‚Brücke Lods‘) nördlich vor Lod, der Gescher Javneh (hebräisch גֶּשֶׁר יַבְנֶה Brücke Javnehs, arabisch جسر يبنا, DMG Ǧisr Yibnā) bei Javneh und eben der Gescher ʿAd Halōm. Während sich die beiden ersteren durch Inschriften in die Herrschaftszeit der ägyptischen Mamluken im Heiligen Land in die zweite Hälfte des 13. Jahrhunderts datieren lassen, rechnen israelische Archäologen den dritten Bau wegen gleichartiger Strukturelemente, wie dreieckige Flutbrecher, und altertümliche Bauweise ebenfalls den Mamluken zu.
Der Gescher ʿAd Halom besteht aus drei Spitzbögen, wobei der mittlere die beiden andern leicht überragt. Die Bögen sind aus behauenen Kurkarblöcken gemauert. Laut einer Untersuchung der israelischen Altertümerbehörde weist der südliche Bogen sehr altes Mauerwerk aus wohl mamlukischer oder gar früherer, byzantinischer Zeit auf, während saisonale Fluten des Wadis nordwestlich der Brücke Reste antiker Baulichkeiten aufdeckten, die ebenfalls aus behauenem Karkur errichtet wurden. Am Oberstrom schützen dreieckige Flutbrecher die Pfeiler des Baus vor Schäden durch im Fluss mitgeführte Stämme oder anderes sperriges Treibgut.

## Geschichte
Die Via Maris besteht als Handels- und Heerstraße seit der Antike und verlief zwischen Dor unterhalb des Karmels im Norden bis Pelusium in Unterägypten parallel zur Küste des Mittelmeers. In Aschdod nähert sie sich bis auf kurze Distanz der See. Pharao Thutmosis III. zog mit seinen Truppen 1457 v. d. Z. diesen Weg entlang in die Schlacht bei Megiddo, Pharao Schischak passierte hier 924 v. d. Z. auf seinem Feldzug nach Geser, Saladin führte nach seiner Machtübernahme in Ägypten 1171 auf diesem Wege seine Militärschläge gegen das Königreich Jerusalem.

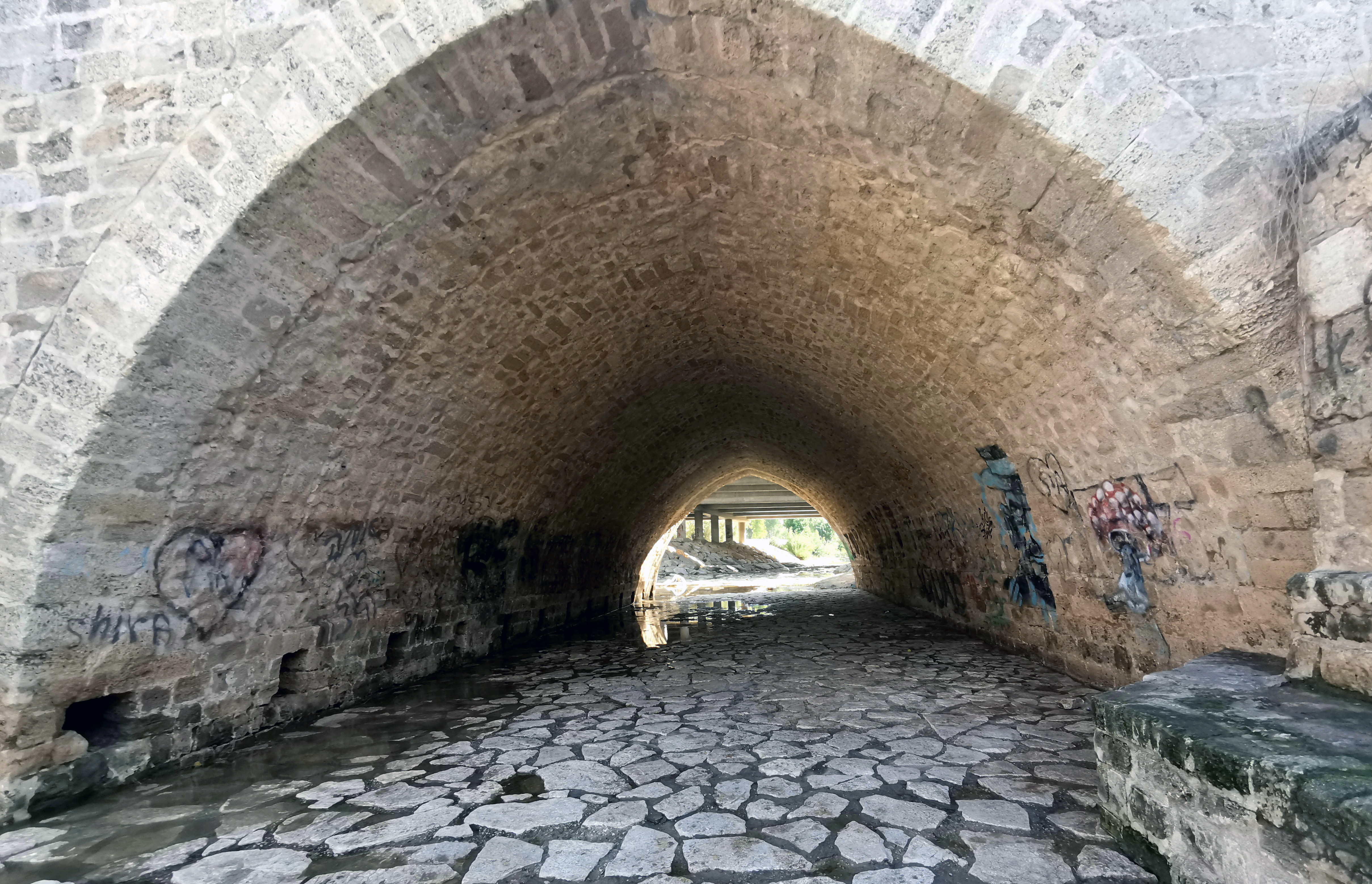
Blick durch den Südbogen flussaufwärts, 2020

Um Reisen und Transport auf der Strecke zu erleichtern, errichteten Bauverantwortliche zu Zeiten jeweils besser organisierter Staatskunst auch Brücken im Verlauf der Via Maris. Israelische Archäologen erkennen römisch-byzantinische Reste im original erhaltenen Südbogen des Gescher ʿAd Halom, den ägyptische Mamluken im Zuge ihrer militärischen Durchdringung und Sicherung des Heiligen Landes darauf errichteten.

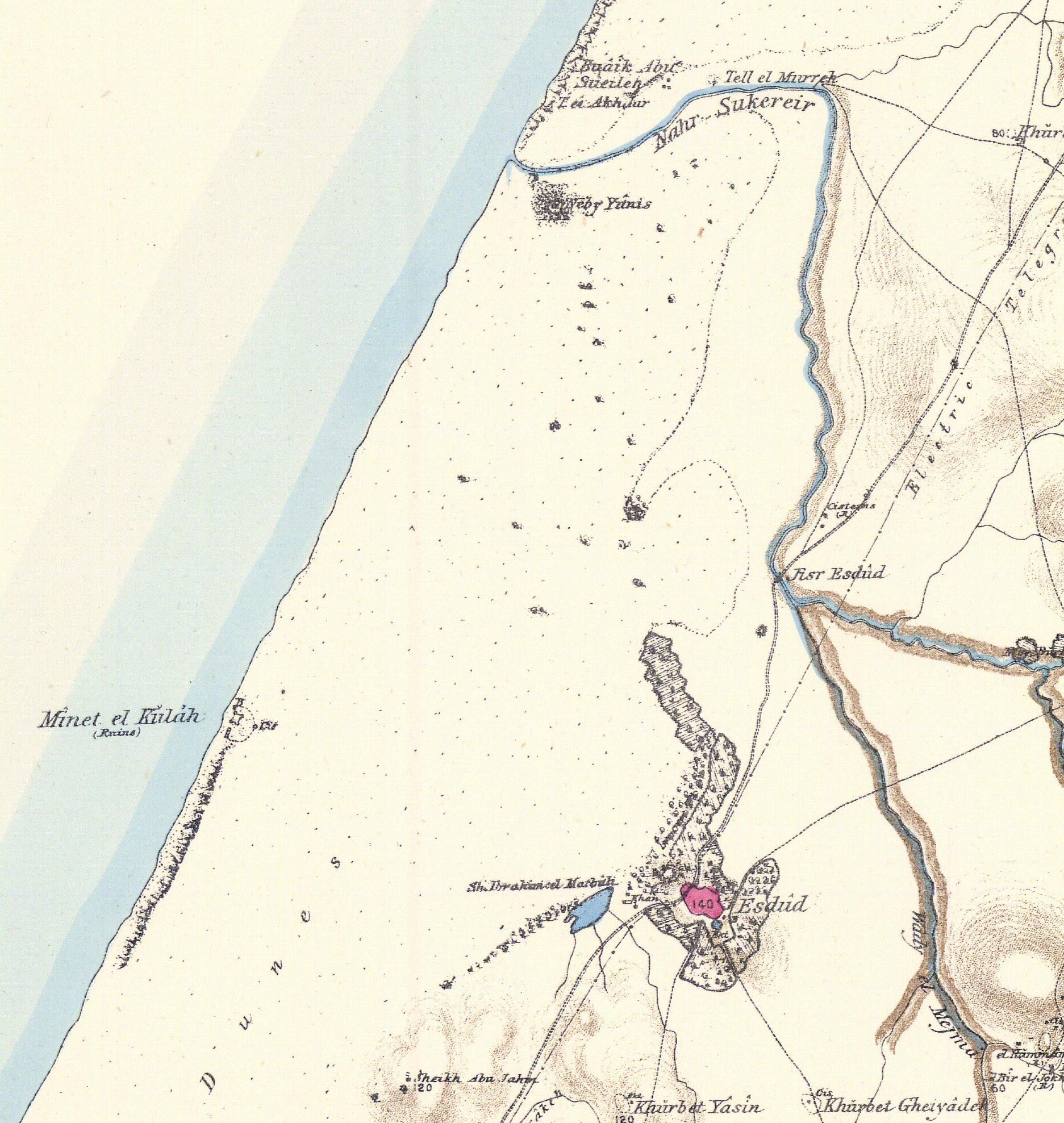
Via Maris (von oben rechts nach unten Mitte) mit Dschisr Isdud (hier: Jisr Esdûd; rechts der Mitte) und Isdûd (hier: Esdûd in Rosa), Karte von 1880

Napoléon I. nahm 1799 hier die Via Maris auf seinem letztlich bei der Belagerung von Akkon (1799) gescheiterten Feldzug von Ägypten nach Syrien und zurück. Ihm folgte 1831 der ägyptische Wālī Muhammad Ali Pascha, in einem Versuch seinen Lehnsherrn, den osmanischen Sultan abzuschütteln und ihm dabei im Ersten Ägyptisch-Osmanischen Krieg noch gleich die Levante abzunehmen. Von den Großmächten wieder in seine vorigen Herrscherpositionen über Ägypten und Levante gehievt, setzten die Behörden des osmanischen Sultans und Chalifen die Brücke Ende des 19. Jahrhunderts in Stand.
Nach der Dritten Schlacht um Gaza (1.–7. November 1917) im Ersten Weltkrieg zog sich die dort unterlegene osmanische Armee im Bündnis der Mittelmächte zurück, meist ab Beit Chanun per osmanischer Militärbahn von der Küste nach atTina, einige osmanische Einheiten nahmen die Via Maris und passierten den Dschisr Isdud über den Nachal Lachisch (hebräisch נַחַל לָכִישׁ, arabisch وادي صقرير, DMG Wādī Ṣuqrīr, im Bereich der Brücke auch وادي [ابو] فاخرة, DMG Wādī [Abū] Fāḫira genannt). An dessen Nordufer errichtete die osmanische 8. Armee unter Friedrich Kreß von Kressenstein eine neue Verteidigungslinie der Palästinafront. Nach ihrem Rückzug über den Dschisr Isdud versuchten die Osmanen ihn zu sprengen, um ihn für die Verfolger unpassierbar zu machen, beschädigten die Brücke aber nur.

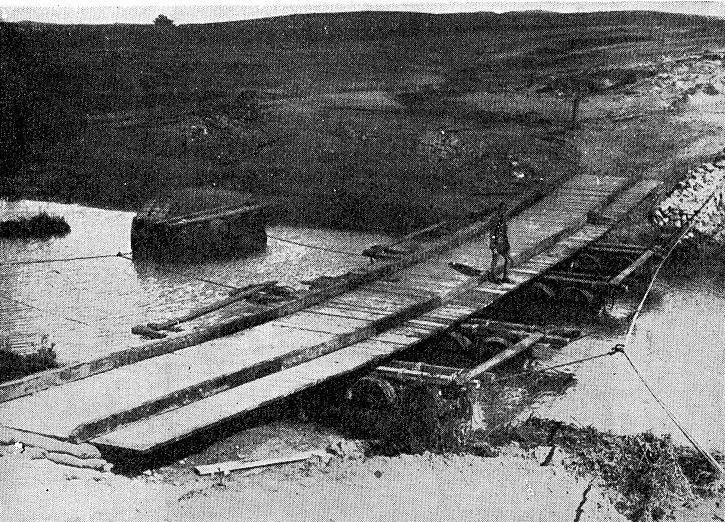
Pionierbrücke bei ʿArab Ṣuqrir über das Wadi Nahr Ṣuqrir, 2017

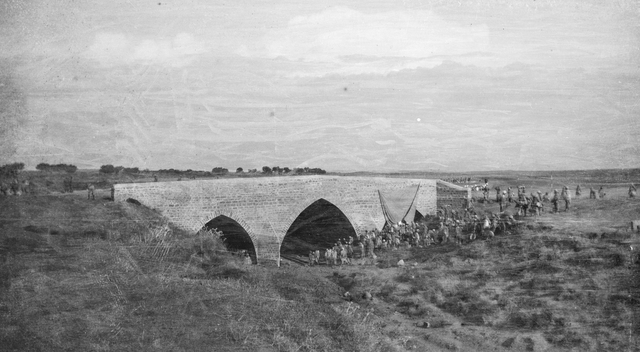
Arbeiter des Egyptian Labour Corps reparieren im November 1917 den Dschisr Isdud, den Osmanen auf ihrem Rückzug beschädigt hatten

Für die Triple Entente verfolgte die Egyptian Expeditionary Force (EEF) unter Edmund Allenby die sich zurückziehenden Streitkräfte der Mittelmächte durchs Tiefland Philistäas, wobei berittene Australian and New Zealand Army Corps (ANZAC) unter Edward Chaytor am 10. November 1917 den Dschisr Isdud erreichten. Kreß von Kressenstein ließ die anrückenden Entente-Kräfte durch die Artillerie der 8. Armee beschießen. Bei ʿArab Ṣuqrir (arabisch عرب صقرير; heute Terrain des Rangierbahnhofs im Hafen Aschdods) flussabwärts etwas weiter nördlich schlugen schottische Lowland Infanteristen eine Pionierbrücke über den Nahr Ṣuqrir (arabisch نهر صقرير), Mündungslauf des Nachal Lachisch. ANZAC-Kräfte nahmen die beschädigte Steinbrücke schließlich ein und das osmanische Militär zog sich weiter zurück, worauf zwangsrekrutierte ägyptische Zivilisten des Egyptian Labour Corps (ELC) sie wieder in Stand setzten. Während die Mittelmächte eine neue Verteidigungslinie am Jarqon aufbauten, setzten die Entente-Kräfte ihnen nach.

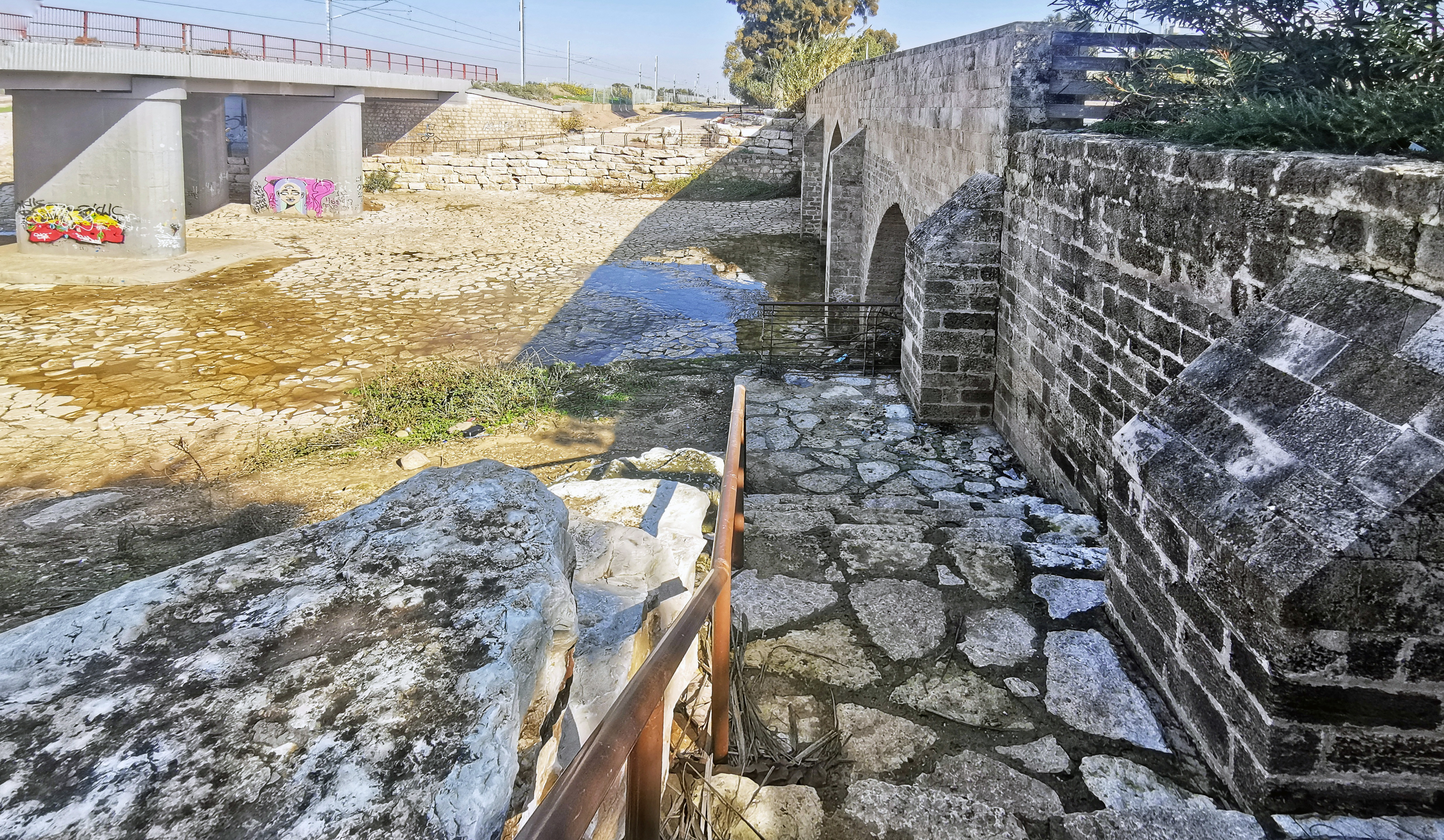
Nachal Lachisch überspannt von Sinai-Bahnbrücke (li.) und Gescher ʿAd Halom (re.), 2020

Um die vorrückenden Truppen logistisch zu unterstützen, errichteten Arbeiter des ELC für die britischen Palestine Military Railways (PMR) vom Sultanat Ägypten aus parallel zur Via Maris die Sinai-Bahn, deren Bahnhof Isdud am 17. November des Jahres den Güterverkehr aufnahm. Die Sinai-Bahn überspannt seit 1917 direkt nordwestlich der mamlukischen Brücke den Fluss, zunächst eine hölzerne Pionierkonstruktion, dann eine Steinbrücke, die aktuelle Bahnbrücke aus Beton stammt aus der Zeit des zweigleisigen Ausbaus 2004/2005.
In den Jahren 1918 bis 1920 unter britischer Militärverwaltung wurden ehemals osmanische Gebiete zur neuen Region Palästina zusammengefasst, das in christlichen Kreisen Europas und Amerikas schon länger unter dieser vom Namen der römischen Provinz Syria Palaestina (deutsch philistäisches Syrien) abgeleiteten Bezeichnung Forschungsgegenstand war, die die siegreichen Römer nach Niederschlagung des jüdischen Bar-Kochba-Aufstandes gegen die römische Herrschaft in Judäa im Jahre 135 neu prägten, um ihre aufständische Provinz Iudaea und deren Namen als Herkunftsregion der Juden vergessen zu machen. Der Völkerbund gab diesem Gebiet dann erstmals in der Neuzeit die amtliche Bezeichnung Palästina, als er schließlich 1922 Britannien das Völkerbundsmandat für Palästina erteilte.
Mit den Bestimmungen des Mandats beauftragte der Völkerbund die zivile britische Mandatsverwaltung, das Heilige Land als jüdische Heimstatt und auf die Unabhängigkeit vorzubereiten. Unklar ließen die Mandatsbestimmungen, auf welche Weise dies geschehen solle; jedenfalls sollten in Palästina – anders als in osmanischer Zeit – ethnische oder religiöse Zugehörigkeit weder Nach- noch Vorteile mit sich bringen. Entgegen den Bestimmungen trennten die Briten 1923 vom Mandatsgebiet dessen östlich des Flusses Jordan gelegenes Territorium als Transjordanien ab.
Die britische Mandatsverwaltung Government of Palestine modernisierte das Land nach britischen Standards in Verwaltung, Justiz, Schulwesen und Wirtschaft. Jüdische Einwanderer trugen mit Knowhow und teils mit Kapital zu Aufbau und Aufschwung des Mandatsgebiets bei, was auch Beschäftigung für nichtjüdische Araber schuf, die aus dem ländlichen Raum in Städte wie Haifa, Jaffa und Jerusalem zogen und auch aus Ägypten und den Mandatsgebieten Mesopotamien (später Iraq), Libanon und Syrien sowie dem Emirat Transjordanien nach Palästina einwanderten. Der damit einhergehende soziale und kulturelle Wandel wie die Urbanisierung von Landbewohnern seit Entstehen des modernen Palästina führte zu Unmut unter arabischen nicht-jüdischen Einheimischen.
Ihren Unmut äußerten viele arabische Palästinenser auch gewalttätig gegen jüdische Palästinenser in Pogromen und ähnlicher antijüdischer Gewalt (Unruhen von Jaffa 1921, Massaker von Hebron (1929), Ausschreitungen in Safed 1929) und auch gegen die britische Mandatsmacht während des Großen Arabischen Aufstands in Palästina (1936–1939), größte Erhebung gegen eine britische Kolonialverwaltung in der Zwischenkriegszeit, nicht jedoch gegen arabische Immigranten aus Nachbarländern, die oft als Ungelernte in das Arbeitsmarktsegment strebten, in dem sich sowieso schon viele arabische Palästinenser drängten. Nach zahlreichen bewaffneten arabischen Überfällen auf die Bahnen errichtete die Mandatsmacht eine Reihe von Pillboxen zur Bewachung wichtiger Infrastruktur, eine davon 1936 neben den Brücken über den Nachal Lachisch.
Die Mandatsmacht erwehrte sich vehement der arabischen Aufständischen und sann darauf, die Lage zu beruhigen. Da die britische Mandatsmacht keine problematischen Reaktionen militanter jüdischer Palästinenser erwartete, während arabische Anführer das Ende der Einwanderung von Juden verlangten, begrenzte sie – gegen die Wünsche vieler jüdischer Palästinenser, die auf die Mandatsbestimmung hinsichtlich der Förderung einer jüdischen Heimstatt verwiesen – die jüdische Einwanderung drastisch, ließ aufgegriffene illegal eingewanderte Juden verhaften, internieren und nach Britisch-Zypern abschieben.
Die ebenfalls regelbasierte arabische Immigration aus Nachbarländern kontrollierte die Mandatsmacht jedoch nicht und ließ illegale arabische Einwanderer unbehelligt. Auch freien Landverkauf in Palästina erschwerte das Government of Palestine in den 1940 novellierten Land Transfer Regulations. Wer jüdische Käufer für seinen Landverkauf wählte, musste sich je nach Einzelbestimmungen in 63 bis 95 % des Mandatsgebietes andere Käufer suchen, auch wenn diese weniger böten oder gar nicht zu finden waren.
Während des Aufstands legte die Mandatsmacht den Straßenbauplan ‹Military Road Programme› auf, um vor allem arabische Siedlungen, aus denen heraus Anschläge gegen zivilen und britischen Amts- wie Militärverkehr geführt wurden, durch neu ausgebaute Verkehrswege zu umgehen. Zugleich beschäftigte das Bauprogramm viele arabische Nichtjuden und entspannte auf diese Weise die Situation am Arbeitsmarkt für minder Qualifizierte. Unter Federführung des palästinensischen Public Works Department schuf das ‹Military Roads Programme› ein Fernstraßennetz mit 840 Kilometern an neu gepflasterten meist bereits bestehenden, vormals nachgeordneten Überlandrouten.
Dazu gehörten auch weite Strecken der bis dahin für moderne Vehikel meist unpassierbaren historischen Via Maris durch die einst weithin unbewohnten Küstensümpfe nördlich des Jarqons, die jüdische Einwanderer erworben und trockengelegt hatten, um sich dort niederzulassen. Dieser in der Mandatszeit ausgebaute Teil der Via Maris nimmt auf israelischen Gebiet über weite Strecken der Kvisch 4 (כְּבִישׁ אַרְצִי רָאשִׁי 4 Kvīsch Arzī Roschī 4, deutsch ‚Haupt-Landesfernstraße ‘) ein. Abschnittsweise weicht der Kvisch 4 jedoch vom historischen Verlauf der Via Maris ab, deren Trasse in solchen Abschnitten dann teils niedriger klassifiziert anderen Landesstraßen zugerechnet wird, wie zwischen Gan haDarom nördlich Aschdods bis Rischon leZion als Kvisch 42 (כְּבִישׁ לְּאֻמִי 42 Kvīsch Ləʾummī 42, deutsch ‚Nationalstraße ‘).
Aus Reihen jüdischer Palästinenser, deren viele die Briten im Zweiten Weltkrieg so unterstützten, als gäbe es keine britischen Beschränkungen gegen Juden in Palästina, begann – entgegen der für die Dauer des Kriegs ausgerufenen Politik der Havlagah (hebräisch הַבְלָגָה ‚Zurückhaltung‘) – die Irgun einen Aufstand, die Jüdische Insurrektion (1944–1947) gegen die Mandatsmacht,:118, Fußnote 461 da viele meinten, Britannien danke ihnen ihren Einsatz im Krieg nicht. Nach dem Krieg schloss sich auch die Hagannah an. In der Nacht der Brücken (לֵיל הַגְּשָׁרִים Lejl haGscharīm), eine landesweite Hagannah-Anschlagsserie gegen elf Brücken am 16./17. Juni 1946, sprengten Palmachniks den Mittelbogen des Gescher ʿAd Halom, in dem Versuch zum Schaden der Briten wichtige Verbindungen von Palästina ins Ausland zu unterbrechen. Das palästinensische Public Works Department ersetzte den gesprengten, gemauerten Brückenbogen umgehend durch einen aus Beton.
Der Beschluss der UNO vom 29. November 1947, im Mai 1948 das Mandatsgebiet zu teilen, sah die Gründung eines arabischen und eines jüdischen Staates vor. Nach dem Teilungsplan der UNO sollte auch das Gebiet des heutigen Aschdod Teil des zu gründenden arabischen Staates sein. Sollte in Teilen Palästinas überhaupt ein Staat für Juden gegründet werden – neben einem für nichtjüdische Araber – kündigten die benachbarten Staaten Königreich Ägypten, Königreich Irak, Libanon, Saudi-Arabien, Syrien und Transjordanien – sämtlich Mitglieder der Arabischen Liga – die Invasionen ihrer Streitkräfte an.
Im Vorlauf auf den Einmarsch der Streitkräfte oben genannter arabischer Nachbarstaaten mühten sich die nationalen Bewegungen im Lande – antizionistische überwiegend nichtjüdische einerseits und andererseits zionistische überwiegend jüdische Palästinenser – darum, auch mit Gewalt Positionen und Posten einzunehmen bzw. zu halten, die im bevorstehenden Krieg strategisch wichtig erschienen, was sich zum Bürgerkrieg zwischen arabischen und jüdischen Palästinensern auswuchs.
In Vollzug des bevorstehenden Endes des britischen Mandats zog britisches Militär- und Amtspersonal sich schrittweise zurück, in den peripheren Teilen Palästinas beginnend. Mit dem Rückzug britischer bewaffneter Organe aus dem Negev und dem Tiefland Philistäas blockierten ab März 1948 arabische Milizen, die keinem zentralen Kommando unterstanden, für jüdische Reisende und ihre Transporte die Wege von und zu vielen vereinzelt gelegenen jüdischen Ortschaften inmitten vorwiegend arabischer Siedlungsräume oder zu sonst entlegenen jüdischen Orten – die Via Maris war seit 26. des Monats von Yibna an südwärts blockiert –, weshalb die Hagannah zusammengestellte Konvois bewaffnet und mit gepanzerten Fahrzeugen eskortierte, was als Ringen um die Wege (מַאֲבָק עַל הַדְּרָכִים Maʾavaq ʿal haDrachīm) in die Militärgeschichte einging. Mit der Operation Baraq (hebräisch מִבְצַע בָּרָק Mivza Baraq; 4.–15. Mai 1948) entsandte die Hagannah ihre Givʿati-Brigade zum Entsatz abgeschnittener jüdischer Orte, wozu die Brigade 16 arabische Orte eroberte, von denen jeweils Blockaden ausgegangen waren, wobei deren Einwohner einenteils flohen und anderenteils vertrieben wurden.

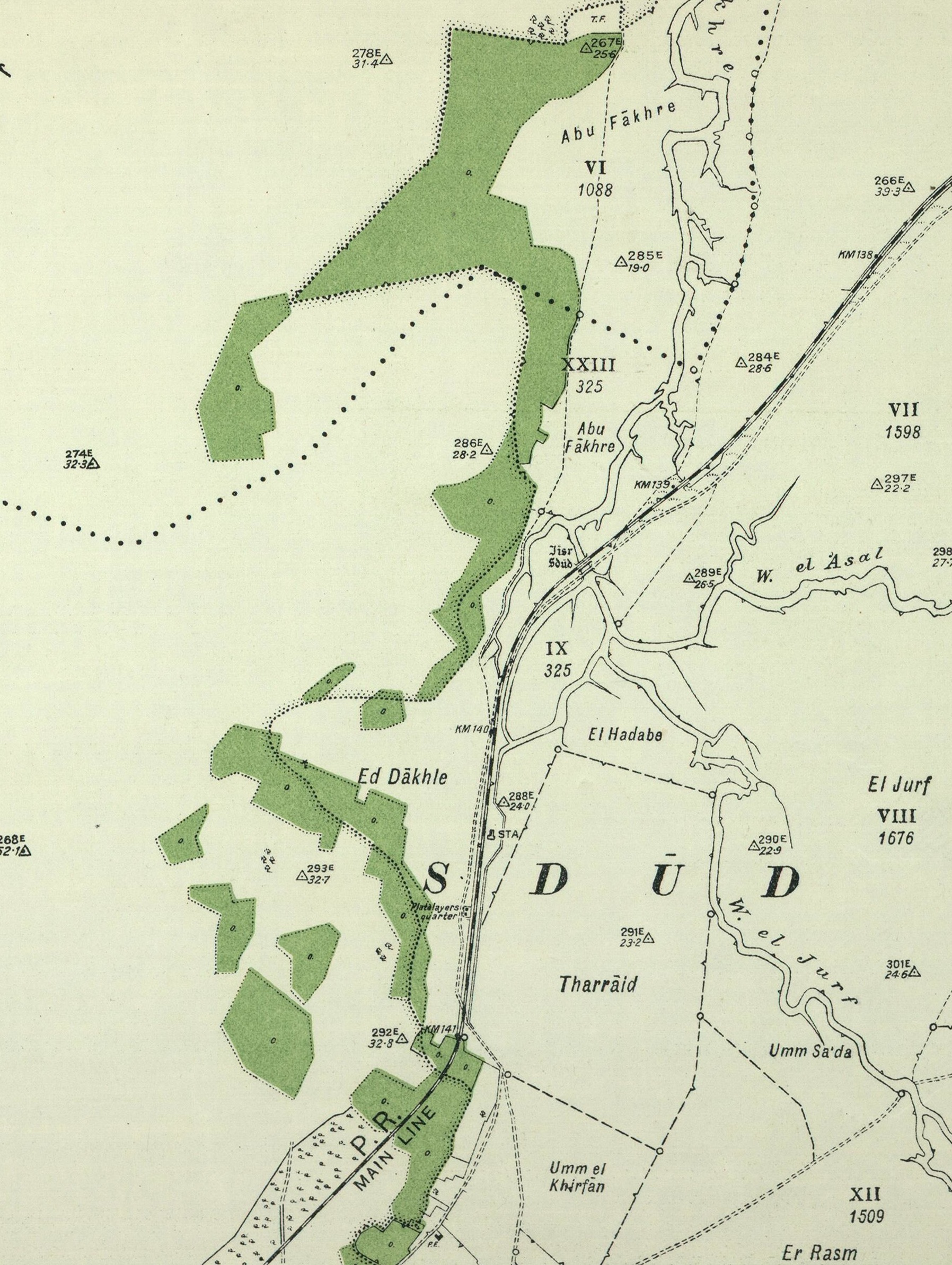
Sinai-Bahnbrücke und Dschisr Isdud (Gescher ʿAd Halom; über der IX) über den Nachal Lachisch, dessen oberer Lauf hier als W.[adi] el-Jurf und dessen Zufluss als W.[adi] el-ʿAsal bezeichnet, Karte von 1930

In Abwehr der befürchteten ägyptischen Invasion befahl Jiggaʾel Jadin, stellvertretender Generalstabschef der Hagannah, den ohnehin in der Gegend operierenden Brigadisten die damals Dschisr Isdud genannte Brücke über den Wadi Fachira im Verlauf der historischen Heer- und Handelsstraße Via Maris zu zerstören. Vom jüdisch-palästinensischen Gan Javneh schlichen am 12. Mai 1948 zehn Mann unter Schimʿon Margolin von der Givʿati-Brigade nachts 3,8 Kilometer den Fluss Wadi al-ʿAsal (arabisch وادي العسل, hebräisch נַחַל האֵלָה Nachal haʾElah) entlang, der kurz vor der arabisch gehaltenen Brücke mit ihrem 1946 in Beton reparierten Mittelbogen ins Wadi Fachira mündet. Dort angekommen sprengten sie mit 300 Kilogramm Sprengstoff den Mittelbogen der Brücke erneut, um einen ägyptischen Vorstoß auf Tel Aviv aufzuhalten.

Israelisch gehaltene, teils eingeschnürte Gebiete (grau umrissen) mit Vorstößen Ägyptens (rot) und Transjordaniens (blau) auf Israels Schmalstellen, Juni 1948

Am Vorabend des Schabbat, den 14. Mai 1948, an welchem das britische Mandat um Mitternacht auslief, verlas im bereits von Briten geräumten Tel Aviv David Ben-Gurion die Erklärung der Unabhängigkeit Israels, die der Volksrat (hebräisch מוֹעֶצֶת הָעָם Mōʿetzet haʿAm; Übergangsparlament jüdischer Palästinenser mit Vertretern aller in der Repräsentantenversammlung des Jischuvs vertretenen Parteien) früher am Tage beschlossen hatte. Stunden nach Gründung Israels überschritt die ägyptische Armee bei Rafah die Grenze und marschierte zunächst in palästinensisches Gebiet ein, das laut UN-Teilungsplan zum arabischen Staat gehören sollte, den auszurufen aber niemand die Initiative ergriff. Damit eröffnete Ägypten international den Krieg um Israels Unabhängigkeit.
Die ägyptische Armee kämpfte sich entlang der Via Maris durch mehrere unerwartet langwierige Gefechte um kleine israelische Ortschaften, sämtlich am Ende unterlegen. Auch bei al-Maǧdal ʿAsqalān (arabisch المجدل عسقلان) kam das ägyptische Heer zum Halten. Am 28. Mai, der Tag als die der transjordanischen Arabischen Legion unterlegenen Israelis das Jüdische Viertel in Jerusalems Altstadt räumen mussten, verließen ägyptische Streitkräfte unter Muhammad Nagib al-Maǧdal und rückten ohne Unterbrechung auf der Via Maris nach Norden vor.
Als sie Nizzanim passierten, meldeten dortige Beobachter der Hagannah etwa 1.300 Panzer, gepanzerte Fahrzeuge und schwere Geschütze. Tags darauf erreichten die ägyptische Streitkräfte das Dorf Isdud (arabisch إسدود), nahmen gut zwei Kilometer nördlich davon den Bahnhof Isdud ein, bevor sie mit 500 gepanzerten Fahrzeugen und 2.500 Soldaten noch einen Kilometer weiter am gesprengten Dschisr Isdud zum Halten kamen. Bis Tel Aviv waren es nur 35 Kilometer. Der Vorstoß zielte darauf, die israelisch gehaltenen Gebiete in der Schfelah zu durchtrennen, wo Ägypter von Süden und Transjordanier von Norden kommend sich treffen würden. Damit hätten beide Streitkräfte die Verbindung zwischen dem Raum Tel Aviv, der Ebene Scharon und dem Norden in israelischer Hand und dem belagerten, israelisch gehaltenen Teilen Jerusalems abgeschnitten.
| אתמול קבלנו ידיעה מדאיגה שטור גדול של המצרים (כאלף כלי רכב) מתקדם צפונה דרך אשדוד ונמצא כבר קצת צפונה מאשדוד. נתנו הוראות לחיילותינו הנמצאים בסביבה זו. התקדמות המצרים חיבלה במקצת בתכניתנו לגבי פעולה באוויר. המסרשמיטים צריכים היו לעשות את הפעולה הראשונה לאור הבוקר - להפציץ את בסיס הספיטפיירים המצריים באל עריש. זוהי שנסה להשמיד מספר של ספיטפיירים. אבל לאחר ששמענו על התקדמות המצרים החלטנו להפעיל מיד את המסרשמיטים שיפציצו את הטור. הידיעות האחרונות הן שהטור עומד באשדוד. ייתכן שזה מותאם עם הלגיון בקשר לירושלים והכוונה היא למשוך את כוחותינו לדרום ולהקל על כיבוש ירושלים. | “ |
| – David Ben-Gurion, gemäß Protokoll der Sitzung der Provisorischen Regierung Israels vom 30. Mai 1948 zum Thema „Überblick über die militärische Lage“, Seite 2. Archiv des Staates Israel |   |

„Gestern erhielten wir alarmierende Nachricht, dass eine große Kolonne Ägypter (etwa tausend Fahrzeuge) durch Aschdod nach Norden vorrückt und sich bereits etwas nördlich von Aschdod befindet. Wir haben unseren Soldaten, die sich in diesem Umfeld befinden, Anweisungen gegeben. Der Vormarsch der Ägypter hat unseren Aktionsplan in der Luft etwas sabotiert. Die Messerschmitts hätten im Morgengrauen die erste Aktion durchführen sollen – die ägyptische Spitfire-Basis in al-ʿArisch bombardieren. Dies ist ein Versuch, mehrere Spitfires zu zerstören. Doch nachdem wir vom ägyptischen Vormarsch erfahren hatten, beschlossen wir, sofort die Messerschmitts zu aktivieren, um die Kolonne zu bombardieren. Die neuesten Nachrichten besagen, dass die Kolonne in Aschdod steht. Es ist möglich, dass dies mit der Arabischen Legion im Zusammenhang mit Jerusalem koordiniert wird und die Absicht darin besteht, unsere Streitkräfte nach Süden zu ziehen und die [arabische] Besetzung Jerusalems zu erleichtern.“
Am frühen Abend des 29. Mai 1948 überraschten die Flieger Modi Allon (Israel), Eddie Cohen (1922–1948; Südafrika), Lou Lenart (USA) und Eser Weizmann (Israel) in ihren vier Messerschmitt-Jagdflugzeugen vom Typ Avia S-199 die ägyptischen Einheiten zwischen Isdud und Nachal Lachisch, als sie per Bailey-Brücke zwischen den erhaltenen äußeren Brückenbögen über den Fluss übersetzen wollten.:130 Es war der erste Kampfeinsatz der israelischen Luftwaffe. Die ägyptische Flugabwehr schoss Cohen ab. Der Luftangriff verursachte weniger Personenschaden unter ägyptischen Soldaten als ein Erschrecken darüber, dass Israel unerwarteterweise über eine eigene Luftwaffe verfügte. Die Ägypter hielten inne, was den Israelis Zeit gab, am Nachal Lachisch wirksam eine Verteidigungslinie mit Feldbefestigungen aufzubauen. Dies übernahm die ohnehin im Tiefland Philistäas operierende ‹Kompanie Beit› des 53. Bataillons unter Schimʿon Margolin von der Givʿati-Brigade und konnte sie die Stellung durch den gesamten Krieg um Israels Unabhängigkeit halten.

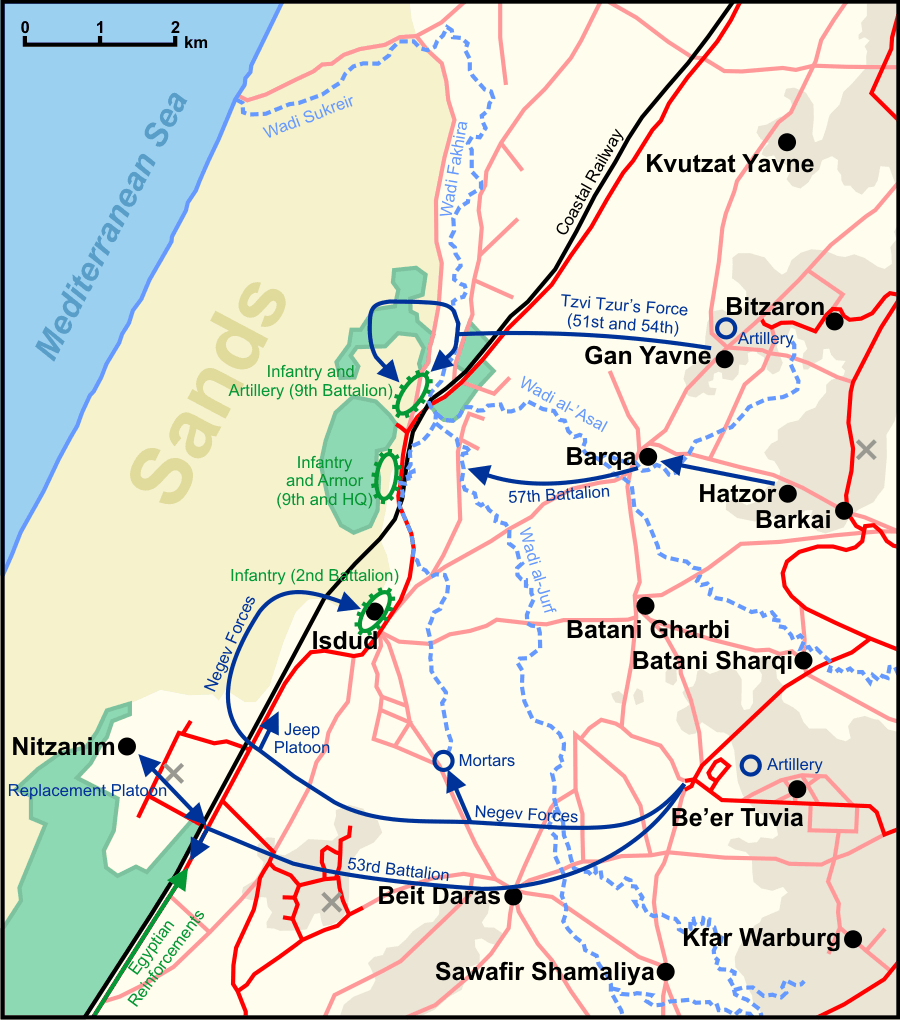
Vorstöße Israels im Zuge der gescheiterten Operation Philistäa in ʿAd Halom an den Brücken, am Bahnhof und in Isdud sowie zum Entsatz Nizzanims

In der Nacht vom 30. auf den 31. Mai überfielen zwei Kompanien der Givʿati-Brigade die ägyptischen Streitkräfte im Bereich der Brücke und zwei Tage später, in der Nacht vom 2. auf den 3. Juni, begann die israelische Operation Philistäa (hebräisch מבצע פְלֶשֶׁת Mivza Pleschet). Die Operation Philistäa scheiterte, weder nahmen die Israelis die Brücken, noch den Bahnhof oder Isdud ein, geschweige denn gelang das belagerte Nizzanim zu entsetzen. In der Nacht vom 7. auf den 8. Juni des Jahres starteten Soldaten der Givʿati- und der Negev-Brigade einen weiteren Angriff auf die Stellungen im heutigen ʿAd Halom, wobei sie das Dorf Isdud zwar eroberten, jedoch nicht halten konnten, an den ägyptischen Stellungen an Bahnhof und Brücken aber erneut scheiterten. Im Oktober 1948 gelangen Israels Streitkräften Vorstöße anderwärts (Operation Joʾav, hebräisch מִבְצַע יוֹאָב Mivza Jōʾav; 15.–22. Oktober 1948), worauf Nagib der ägyptischen Streitmacht den Rückzug ins Gebiet um Ġazzah, den heutigen Gazastreifen, befahl.

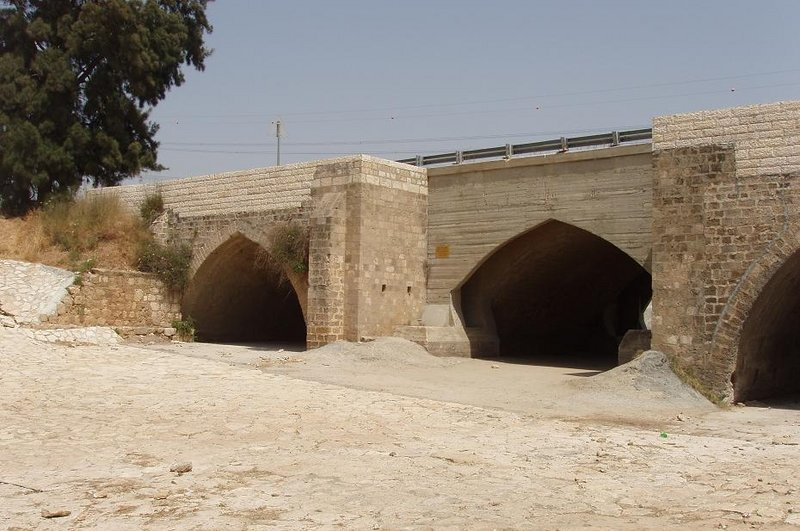
Gescher ʿAd Halom: Unterstromseite mit in Beton ersetztem Bogen, darüber der stark befahrene Kvisch 42, 2005

Das israelische Militär Zahal nahmen Brücke, Pillbox, und ägyptische Feldbefestigung mit ihren Vickers-Maschinengewehren in ʿAd Halom erst am 27. Oktober 1948 ein. Angesichts der Not in den frühen Jahren Israels, als es aus den arabischen Ländern mehr Flüchtlinge der jüdischen Nakba aufzunehmen hatte, als es 1948 eigene Bewohner zählte, rekonstruierte die Machleqet ʿAvōdōt Zibbūrijjōt (מַחְלֶקֶת עֲבוֹדוֹת צִבּוּרִיּוֹת ‚Abteilung öffentlicher Arbeiten‘ [MaʿAZ / .מ.ע.צ], wie das palästinensische Public Works Department nunmehr hieß) die zerstörte Brücke ohne Rücksicht auf ihre historische Bedeutung in einfacher, an den Bogen angelehnter Betonform.:65

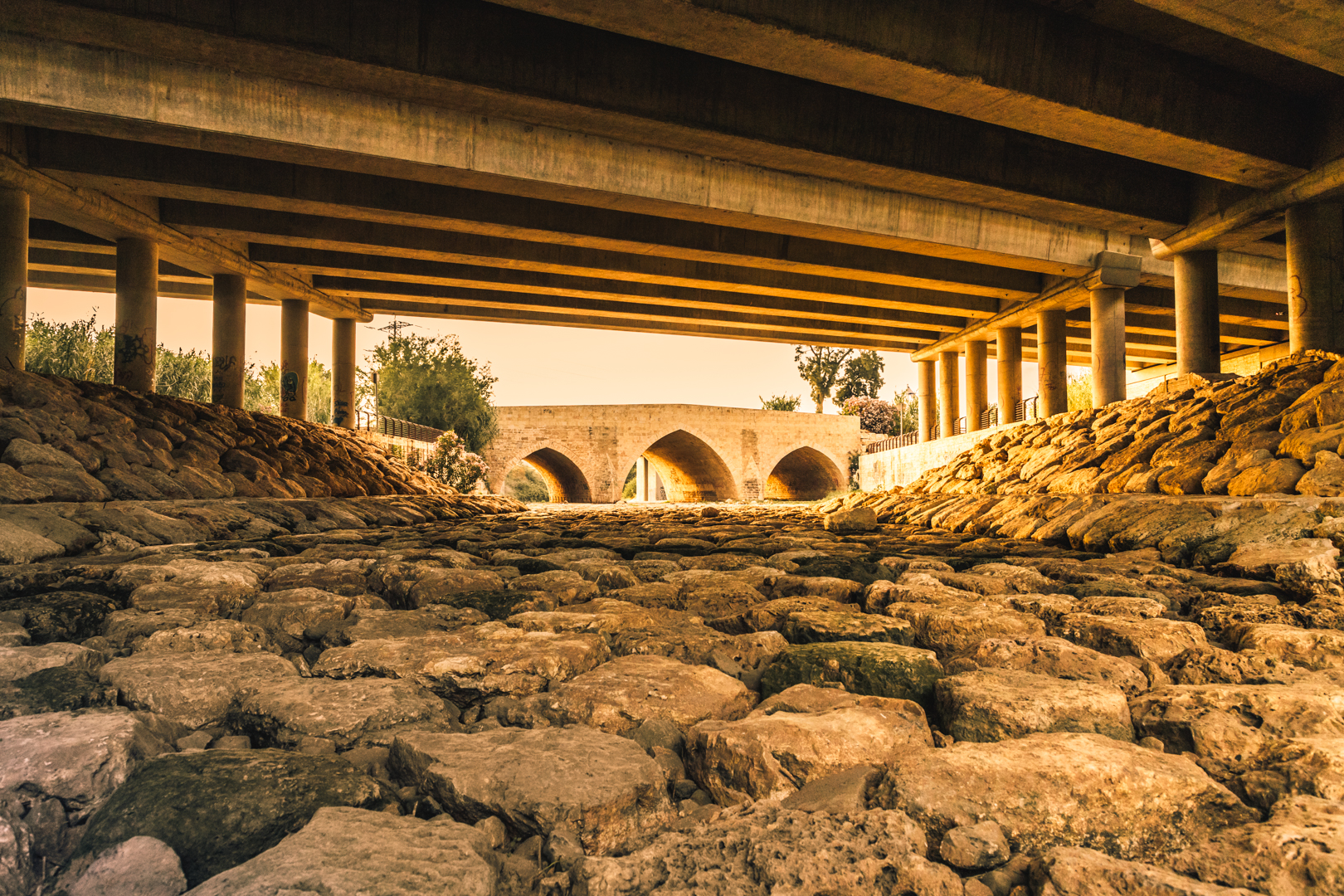
Blick aus dem trockenen Nachal Lachisch unter beiden Brücken des Kvisch 4 zum Gescher ʿAd Halom, 2018

Mit dem im Zuge von Motorisierung und Bevölkerungswachstum in den 1970er Jahren sich entwickelnden starken Verkehrsaufkommen in Israel diente der Gescher ʿAd Halom Jahrzehnte als Teil des Kvisch 42 (כְּבִישׁ לְּאֻמִי 42 Kvīsch Ləʾummī 42, deutsch ‚Nationalstraße ‘) im Verlauf der historischen Via Maris dem Fernverkehr mit erheblichem Anteil an Lastwagen. Nachdem dem im Zuge des Ausbaus der alten Route in diesem Abschnitt zu einer Autobahn nunmehr als Teil des Kvisch 4 (כְּבִישׁ אַרְצִי רָאשִׁי 4 Kvīsch Arzī Roschī 4, deutsch ‚Haupt-Landesfernstraße ‘) für beide je vierstreifigen Richtungsfahrbahnen neue Brücken südöstlich des alten Gescher ʿAd Halom erbaut worden waren, ließen die Netivei Jisraʾel, das staatliche Infrastrukturunternehmen, die Brücke 2009/2010 in Kooperation mit der israelischen Altertümerbehörde komplett erneuern.

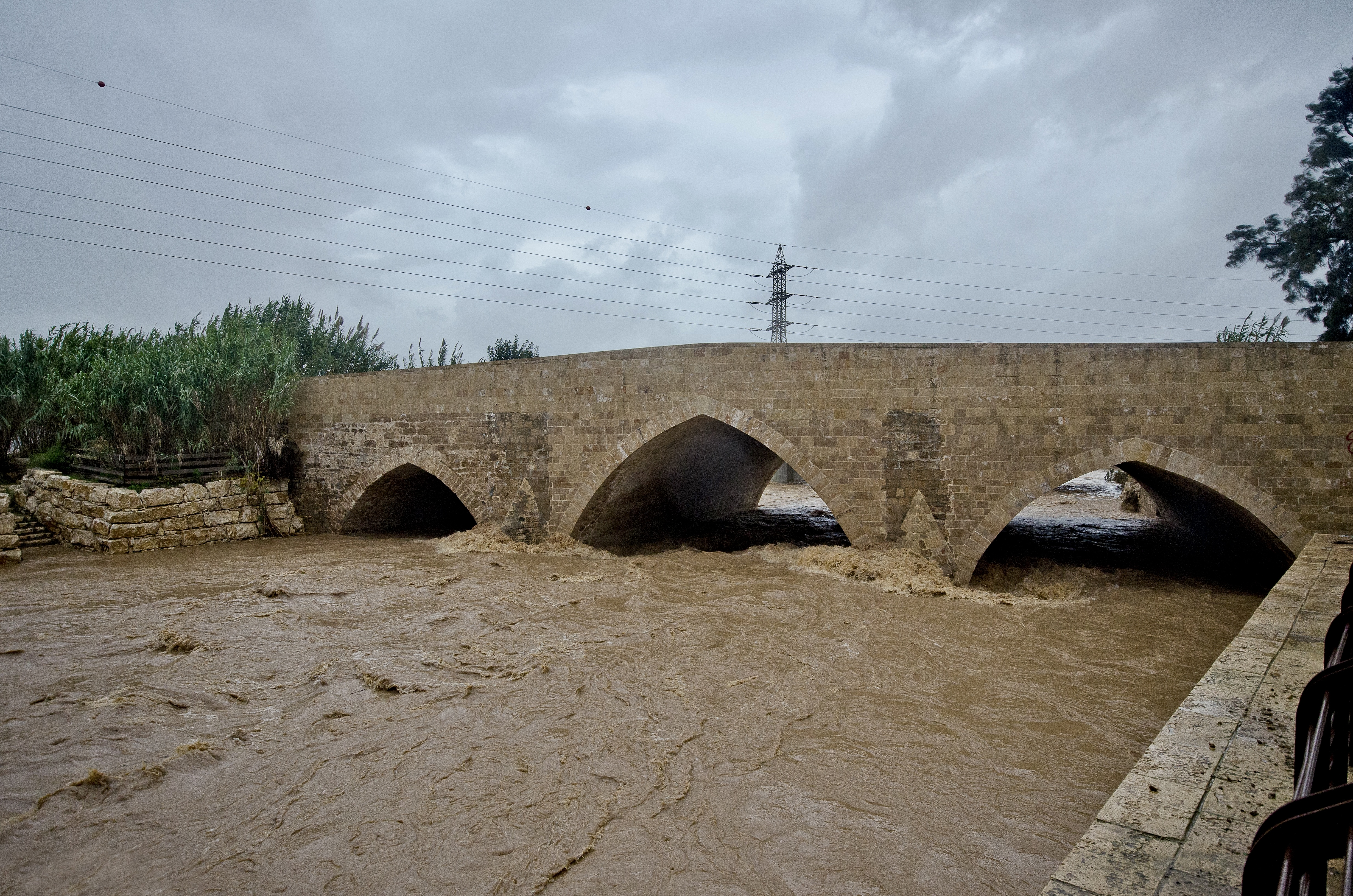
Hochwasser im Oberstrom am Gescher ʿAd Halom, fachgerecht saniert, Januar 2013

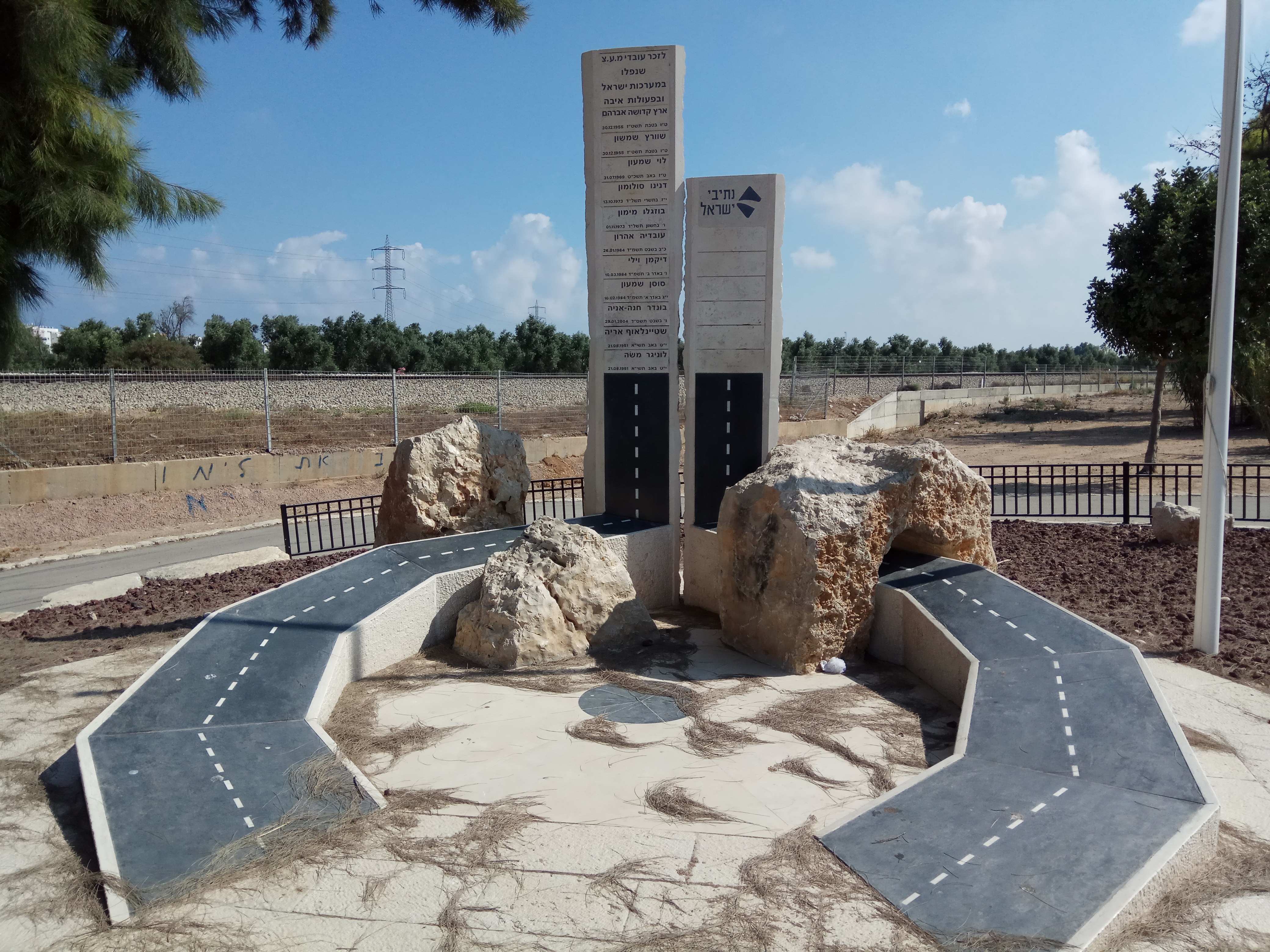
Ehrenmal der Netivei Jisraʾel, 2019

Der in Denkmalpflege erfahrene Architekt Saʿadia ‹Sačko› Mandel (hebräisch סְעַדְיָה מַנְדֶּל; 1931–2017) entfernte den mittleren Betonbogen und ließ in mamlukischer Bauweise einen neuen aus behauenem Karkursteinen errichten und die beiden anderen in Stand setzen. Die Asphaltdecke über den Brückenbögen wurde entfernt und die Fahrdecke mit Steinplatten nach historischem Befund neu gepflastert. Seither steht die Brücke nur noch Fußgängern und Radfahrern zur Nutzung offen.
Der Gescher ʿAd Halom ist einbezogen in den Park ʿAd Halom, wo am Flussufer südwestlich unterhalb der Sinai-Bahnbrücke ein kleines Halbrund dreier abgestufter steinerner Sitzreihen nach Art eines römischen Theaters angelegt wurde, das als Ausguck unter der Bahnbrücke hindurch geschichtsbewussten oder bauhistorisch interessierten Besuchern und Wanderern einen Blick auf die historische Bogenbrücke gewährt. Vom Halbrund aus kann man die Bahnbrücke unterqueren, um zur alten Straßenbrücke selbst zu gelangen, bei Hochwasser des Nachal Lachisch jedoch ist dieser Zugang überspült.
Am nordwestlichen Brückenabsatz errichteten die Netivei Jisraʾel 2015 eine Gedenkstätte mit den Namen und Lebensdaten ihrer Mitarbeiter und derjenigen ihrer Vorgängergesellschaften (wie die .מ.ע.צ MaʿAZ), die in Kriegen gegen Israel oder bei Terror gegen Israelis ihr Leben ließen. Über die autofreie Brücke führt ein Rad- und Wanderweg, der südwärts in 900 Metern Wegs zum Bahnhof Aschdod – ʿAd Halom führt. Der Weg soll ins südisraelische Intercity-Netz von Radwanderwegen namens Ofnidarom (אוֹפְנִידָּרוֹם) einbezogen werden.

## Bibliographie
- Charles Clermont-Ganneau, Archaeological Researches in Palestine during the Years 1873–1874: 2 Bde., London: Palestine Exploration Fund, 1896–1899, Bd. I, S. 186.
- Claude Reignier Conder und Horatio Herbert Kitchener, The Survey of Western Palestine: 3 Bde., London: Committee of the Palestine Exploration Fund, 1881–1883, Bd. II, S. 422.